# Vostok (vaisseau spatial)
Pour les articles homonymes, voir Vostok.
Vostok  (du russe Восток, Est) est le premier type de vaisseau spatial habité développé par l'Union soviétique dans le cadre du programme du même nom.
Testé à cinq reprises entre mai 1960 et mars 1961, il a été utilisé le 12 avril 1961 par Youri Gagarine pour effectuer le tout premier vol spatial habité. Cinq autres vols habités ont eu lieu jusqu'en juin 1963. 
Le vaisseau a ensuite été aménagé à deux reprises dans le cadre du programme Voskhod : d'abord pour accueillir trois cosmonautes, en 1964, puis pour permettre la toute première sortie dans l'espace, en 1965. 
Par la suite, les soviétiques ont utilisé le vaisseau Soyouz, plus manœuvrable, mais des versions dérivées du Vostok ont été encore longtemps utilisées, notamment comme satellites de reconnaissance militaires ou comme satellites d'observation.

## Conception et tests
La conception du vaisseau débute au printemps 1957. En avril 1958 Tikhonravov, qui travaille dans l'équipe de Sergueï Korolev, établit le cahier des charges de Vostok. Le vaisseau doit peser entre 5  et   5,5 tonnes et subir durant la rentrée atmosphérique une décélération de 8 à 9 G et une température de 2500 à 3 000 °C. Une masse comprise entre 1 300  et   1 500 kg est allouée au bouclier thermique, et l'atterrissage doit se faire avec une précision de 100  à   170 km. L'orbite visée est de 250 km. Les premiers dessins de l'engin sont produits à l'automne  1958.
Les premiers tests en vol du vaisseau débutent en 1960. C'est à cette époque que le nouveau vaisseau est baptisé Vostok (Est en russe). Les plans de la première version, qui est une maquette volante permettant de tester l'ensemble des systèmes en vol, sont achevés. Cette version baptisée 1K doit être suivie par les versions 2K, un satellite de reconnaissance commandé par les militaires (le futur Zenit), et la version 3K qui est la version destinée aux vols avec équipage. Le planning pour la livraison de la version 3K est très tendu car les ingénieurs soviétiques sont en compétition avec la NASA dont le programme Mercury progresse régulièrement.  Au début de l'été 1960 la NASA annonce que le premier vol suborbital n'aura pas lieu avant janvier 1961. Korolev tient à ce que le premier vol soviétique ait lieu avant le premier vol suborbital américain et il fixe la fin de la phase des tests en vol à fin 1960. Le premier vaisseau Vostok baptisée 1KP (P pour Prostoy c'est-à-dire simple) est dépourvu de bouclier thermique et de système de support vie. Il dispose par contre de deux panneaux solaires semi-circulaires installés pour évaluer l'efficacité des cellules solaires par rapport à un système reposant sur des batteries. Le vaisseau, lancé sans encombre le 16 mai 1960, s'insère sur une orbite de 312 × 369 km. Il reste dans l'espace jusqu'au 19 mai. Il est prévu de mettre à feu ce jour-là la rétrofusée qui doit déclencher la rentrée atmosphérique. Mais le senseur infrarouge qui doit orienter exactement le vaisseau avant son freinage ne répond pas correctement. Après un débat entre les ingénieurs partisans ou hostiles à l'utilisation du système de secours (un senseur solaire), Korolev décide d'utiliser le système primaire. Mais celui-ci ne fonctionne pas normalement et au lieu de freiner le vaisseau, la rétrofusée hisse le vaisseau sur une orbite plus élevée

## Caractéristiques
Le vaisseau comprend deux modules : le module de descente qui revient sur Terre et le module de service. Le module de descente (ou de rentrée) sphérique a une masse de 2,46 tonnes, un diamètre de 2,3 mètres qui héberge le cosmonaute, les instruments et le système de sauvetage. Le module de service de forme conique a une masse de 2,27 tonnes, une longueur de 2,25 mètres pour un diamètre de 2,3 mètres. Il contient le carburant et les moteurs. Vostok ne dispose pas de moteur lui permettant de modifier son orbite. Le contrôle d'attitude en orbite s'effectue à l'aide de propulseurs à gaz froid. Durant la rentrée atmosphérique le contrôle d'orientation est, contrairement au vaisseau américain Mercury développé à la même époque, uniquement passif (barycentre déporté).

### Le module de descente
Le module de descente permet de transporter un cosmonaute revêtu de son scaphandre. Celui-ci est installé sur un siège éjectable qui est utilisé en cas de défaillance au moment du lancement et pour permettre au cosmonaute de s'éjecter avant l'atterrissage. En effet le module de descente ne comporte pas de système permettant d'amortir l'impact à l'atterrissage de la capsule qui est relativement violent car se produisant sur le sol ferme. Pour ne pas se blesser, le cosmonaute s'éjecte à une altitude de 7 km et poursuit la descente sous un parachute, tandis que le module de descente effectue sa propre descente sous parachute. Le module de descente comprend deux hublots : le premier est au-dessus de la tête du cosmonaute et au centre de l'écoutille  et le second est situé sous ses pieds et est occupé par l'équipement optique Vzor utilisé pour déterminer l'orientation du vaisseau avant la mise à feu de la rétrofusée.  

### Le module de service
Le module de service d'une masse de 2,27 tonnes a une longueur de 2,3 mètres pour un diamètre de 2,4 mètres. Il rassemble tous les équipements et moteurs qui ne sont plus nécessaires une fois que le vaisseau a entamé son retour sur Terre et est donc largué au début de cette phase :
- la rétrofusée qui est utilisée pour freiner  le vaisseau afin qu'il  entame sa rentrée atmosphérique. Il s'agit d'un moteur brulant de l'Acide nitrique fumant rouge fournissant une poussée de 15,43 kN durant moins une minute Les 275 kilos d'ergols permettent de réduire la vitesse de Vostok de 155 m/s.
- Les propulseurs chargés de modifier l'orientation du vaisseau notamment avant la mise à feu de la rétrofusée. Ce sont des propulseurs à gaz froid utilisant de l'azote sous pression.
- Les batteries qui fournissent 24 kW.

## Liste des vols de la capsule Vostok
| N°  | Date et heure (UTC)                                                     | Désignation                                                             | NSSDC ID                                                                | Modèle                                                                  | Remarques                                                                            |
| --- | ----------------------------------------------------------------------- | ----------------------------------------------------------------------- | ----------------------------------------------------------------------- | ----------------------------------------------------------------------- | ------------------------------------------------------------------------------------ |
| 1   | 15 mai 1960 00:00                                                       | Spoutnik 4                                                              | 1960-005A                                                               | Vostok-1P                                                               | Test. Prototype sans bouclier thermique ni système de support-vie.                   |
| 2   | 28 juillet 1960 09:31                                                   | Spoutnik 5-1                                                            | —                                                                       | Vostok-1 no 1                                                           | Premier test du prototype complet                                                    |
| 3   | 19 aout 1960 08:38                                                      | Spoutnik 5                                                              | 1960-011A                                                               | Vostok-1 no 2                                                           | Test du prototype complet                                                            |
| 4   | 1er décembre 1960 07:26                                                 | Spoutnik 6                                                              | 1960-017A                                                               | Vostok-1 no 3                                                           | Test du prototype complet                                                            |
| 5   | 22 décembre 1960 07:45                                                  | Spoutnik 7-1                                                            | —                                                                       | Vostok-1 no 4                                                           | Test du prototype complet                                                            |
| 6   | 9 mars 1961 06:28                                                       | Spoutnik 9                                                              | 1961-008A                                                               | Vostok-3 no 1                                                           | Premier test de la version opérationnelle                                            |
| 7   | 25 mars 1961 06:00                                                      | Spoutnik 10                                                             | 1961-009A                                                               | Vostok-3 no 2                                                           | Deuxième test de la version opérationnelle                                           |
| 8   | 12 avril 1961 06:07                                                     | Vostok 1                                                                | 1961-012A                                                               | Vostok-3А no 3                                                          | Premier vol dans l'espace d'un homme : Y Gagarine (1 orbite)                         |
| 9   | 6 aout 1961 06:00                                                       | Vostok 2                                                                | 1961-019A                                                               | Vostok-3А no 4                                                          | Vol de Titov (17 orbites, 1 jour)                                                    |
| 10  | 11 décembre 1961 09:39                                                  | —                                                                       | —                                                                       | Vostok-2 no 1                                                           | Premier test de la version Zenit (satellite de reconnaissance)                       |
| 11  | 26 avril 1962 10:02                                                     | Cosmos 4                                                                | 1962-014A                                                               | Vostok-2 no 2                                                           | Test de la version Zenit                                                             |
| 12  | 1er juin 1962 09:38                                                     | —                                                                       | —                                                                       | Vostok-2 n° 3                                                           | Test de la version Zenit. Echec au lancement avec destruction du pas de tir          |
| 13  | 28 juillet 1962 09:18                                                   | Cosmos 7                                                                | 1962-033A                                                               | Vostok-2 no 4                                                           | Test de la version Zenit                                                             |
| 14  | 11 aout 1962 08:30                                                      | Vostok 3                                                                | 1962-036A                                                               | Vostok-3А no 5                                                          | Vol de Nikolaïev (4 jours ou 65 orbites)                                             |
| 15  | 12 aout 1962 08:02                                                      | Vostok 4                                                                | 1962-037A                                                               | Vostok-3А no 6                                                          | Vol de Popovitch (3 jours ou 48 orbites)                                             |
| 16  | 27 septembre 1962 09:39                                                 | Cosmos 9                                                                | 1962-048A                                                               | Vostok-2 no 7                                                           | Test de la version Zenit                                                             |
| 17  | 17 octobre 1962 09:00                                                   | Cosmos 10                                                               | 1962-054A                                                               | Vostok-2 no 5                                                           | Test de la version Zenit                                                             |
| 18  | 22 décembre 1962 09:23                                                  | Cosmos 12                                                               | 1962-072A                                                               | Vostok-2 no 6                                                           | Test de la version Zenit                                                             |
| 19  | 21 mars 1963 08:30                                                      | Cosmos 13                                                               | 1963-006A                                                               | Vostok-2 no 9                                                           | Test de la version Zenit                                                             |
| 20  | 22 avril 1963 08:30                                                     | Cosmos 15                                                               | 1963-011A                                                               | Vostok-2 no 8                                                           | Test de la version Zenit                                                             |
| 21  | 28 avril 1963 08:50                                                     | Cosmos 16                                                               | 1963-012A                                                               | Vostok-2 no 10                                                          | Test de la version Zenit                                                             |
| 22  | 24 mai 1963 10:33                                                       | Cosmos 18                                                               | 1963-018A                                                               | Vostok-2 no 11                                                          | Test de la version Zenit                                                             |
| 23  | 14 juin 1963 14:59                                                      | Vostok 5                                                                | 1963-020A                                                               | Vostok-3А no 7                                                          | Vol de Bykovski (5 jours ou 82 orbites). Vol conjoint avec Vostok 6                  |
| 24  | 16 juin 1963 09:29                                                      | Vostok 6                                                                | 1963-023A                                                               | Vostok-3А no 8                                                          | Vol de Tereshkova. Premier vol d'une femme dans l'espace (trois jours ou 48 orbites) |
| ••• | D'autres capsules dans la version Zenit-2 ont été lancées par la suite. | D'autres capsules dans la version Zenit-2 ont été lancées par la suite. | D'autres capsules dans la version Zenit-2 ont été lancées par la suite. | D'autres capsules dans la version Zenit-2 ont été lancées par la suite. | D'autres capsules dans la version Zenit-2 ont été lancées par la suite.              |

#### Sources
- (en) Asif A. Siddiqi, Spoutnik and the soviet space challenge, University Press of Florida, 2003, 527 p. (ISBN 978-0-8130-2627-5)
- (en) Boris Chertok, Rockets and People volume 1, NASA History series, 2005
- (en) Boris Chertok, Rockets and People volume 2 creating a rocket industry, NASA History series, 2006
- (en) Boris Chertok, Rockets and People volume 3, NASA History series, 2006
- Pierre Baland, De Spoutnik à la Lune : l'histoire secrète du programme spatial soviétique, Paris, Edition Jacqueline Chambon- Actes Sud, 2007, 341 p. (ISBN 978-2-7427-6942-1 et 2-742-76942-0, OCLC 237970729, BNF 41124805)
- Giles Sparrow, La Conquête de l'espace, Flammarion, 2007